# Irina Kiritxenko
Irina Kiritxenko   (Luhansk, 13 de juny de 1937 - 11 de març de 2020) va ser una ciclista soviètica. Especialista en la velocitat, va aconseguir 7 medalles, 2 d'elles d'or, en els Campionats mundials de l'especialitat. També va aconseguir nou títols nacionals.

## Palmarès
- 1961
  -  Campiona de la Unió Soviètica en Contrarellotge 500 m

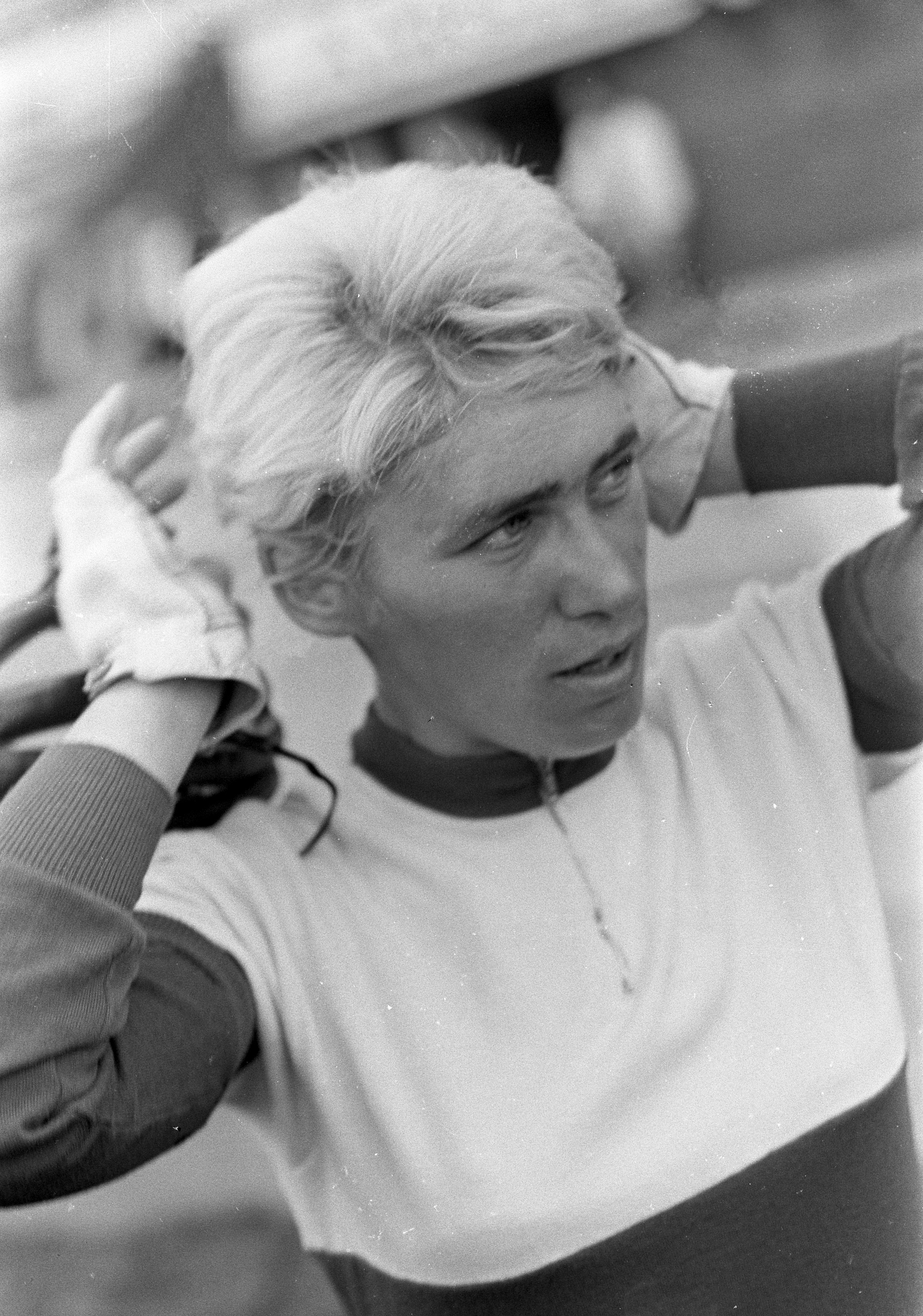
Irina Kiritxenko al 1967 als Campionats d'Amsterdam

- 1962
  -  Campiona de la Unió Soviètica en Contrarellotge 500 m
- 1963
  -  Campiona de la Unió Soviètica en Contrarellotge 500 m
- 1964
  -  Campiona del món de velocitat
  -  Campiona de la Unió Soviètica en Contrarellotge 500 m
  -  Campiona de la Unió Soviètica en velocitat
- 1966
  -  Campiona del món de velocitat
  -  Campiona de la Unió Soviètica en velocitat
  -  Campiona de la Unió Soviètica en Contrarellotge 500 m
- 1967
  -  Campiona de la Unió Soviètica en velocitat
  -  Campiona de la Unió Soviètica en Contrarellotge 500 m